# 昌五镇
昌五镇，是中华人民共和国黑龙江省绥化市肇东市下辖的一个乡镇级行政单位。

## 行政区划
昌五镇下辖以下地区：
一街村、二街村、三街村、四街村、昌平村、金安村、福利村、巨宝村、五井村、昌盛村、向前村和四井村。